# ارتسولر
شهر آرتسلار (به هلندی: Aartselaar) در شهرستان آنتورپن در استان آنتورپن در منطقه فلاندرن در کشور بلژیک واقع شده‌است.